# Gerd Gigerenzer
 (juillet 2014).
Si vous disposez d'ouvrages ou d'articles de référence ou si vous connaissez des sites web de qualité traitant du thème abordé ici, merci de compléter l'article en donnant les références utiles à sa vérifiabilité et en les liant à la section « Notes et références ».
Gerd Gigerenzer, né le 3 septembre 1947 à Wallersdorf, est un psychologue allemand. Il est spécialiste de l'étude de la rationalité limitée et des heuristiques de jugement.
Il est professeur émérite au Max-Planck-Institut für Bildungsforschung à Berlin et Directeur du Harding Center for Risk Literacy à l'Université de Potsdam.
Ancien professeur de psychologie à l’Université de Chicago et professeur invité distingué John M. Olin à la faculté de droit de l’Université de Virginie. En outre, il est membre de l’association Berlin-Brandenburg Académie des sciences et Académie allemande des sciences, et membre honoraire de l’Académie américaine des arts et des sciences et de l’American Philosophical Society.
Après avoir été Membre du Conseil scientifique du Conseil scientifique du Conseil européen de la recherche (CRE) de 2020 à 2023, il devient, à compter du 1er janvier 2024, vice-président du Conseil européen de la recherche et est chargé des sciences sociales et humaines.
En collaboration avec la Banque d’Angleterre, il travaille sur le projet « Simple heuristics for a safer world ». Il a formé des juges fédéraux américains, des médecins allemands et des cadres internationaux de haut niveau à la prise de décision et à la compréhension des risques et des incertitudes. L’Institut suisse Duttweiler a distingué Gigerenzer comme l’un des 100 meilleurs leaders d’opinion mondiaux au monde.

## Biographie
En 1977, il obtient un doctorat en Psychologie à l'Université de Münich et en 1982 une habilitation à enseigner également de l'Université de Münich.

## Vie privée
Il est marié à Lorraine Daston.

## Publications
- Cognition As Intuitive Statistics (1987)
- (en) Gerd Gigerenzer et ABC Research Group, Simple heuristics that make us smart, Oxford University Press, 1999 (ISBN 0-585-35863-X, 978-0-585-35863-5 et 1-280-53149-5)
- (en) Gerd Gigerenzer, Adaptive thinking : Rationality in the real world, Oxford University Press, 2000
- (en) Gerd Gigerenzer, Bounded rationality : The adaptive toolbox, MIT Press, 2002
- (en) Gerd Gigerenzer, Calculated Risks : How to Know When Numbers Deceive You, Simon & Schuster, 2002; traduction française : Penser le risque : Apprendre à vivre dans l'incertitude. 2009, Markus Haller.
- Heuristics and the Law (2006) avec Christoph Engel
- Rationality for Mortals (2008)
- Ecological Rationality: Intelligence in the World (2012). Oxford University Press
- Gerd Gigerenzer, Le Génie de l'Intuition - Intelligence et pouvoirs de l'inconscient - Edition Belfond (2009) -  (ISBN 978-2- 7144 - 4526 - 1) - Préface d'Eliette Abécassis - Traduit de l'américain par Michèle Garène

## Distinctions
- Communicator Award du Deutsche Forschungsgemeinschaft DFG et de l'Association des donateurs pour la science allemande (de) en 2011
- Doctorat honoris causa de l'université de Bâle en 2007[7]
- AAAS Prize for Behavioral Science Research de l'Association américaine pour l'avancement des sciences en 1991